# Rip Engle
Rip Engle, né le 26 mars 1906 - mort le 7 mars 1983, est un joueur et entraîneur américain de football américain et basket-ball universitaire. Entraîneur principal des Bears de Brown de 1944 à 1949 puis des Nittany Lions de Penn State de 1950 à 1965, son bilan est de 132 victoires pour 68 défaites et huit matchs nuls. Il a été introduit au College Football Hall of Fame en 1973.